# Dee (Wales)
Der Dee, englisch River Dee, walisisch Afon Dyfrdwy, ist ein etwa 110 km langer Fluss im nördlichen Wales, der in die Irische See fließt.
Der Dee entspringt in der Grafschaft Gwynedd an den Hängen des Dduallt in Snowdonia und fließt auf kurzem Weg zum Balasee. Von da aus wendet sich der Flusslauf nach Nordosten zur Ortschaft Corwen und dann ostwärts an Llangollen vorbei. Im Tal von Llangollen fließt der Dee unter dem von Thomas Telford 1805 für den Llangollen-Kanal gebauten Pontcysyllte-Aquädukt hindurch.
Nachdem der Dee die walisische Bergregion verlassen hat, fließt er in Windungen nordwärts durch die Ebene von Cheshire auf Chester zu; hinter Chester wurde der Flusslauf kanalisiert. Die Mündung des Dee ist ein 19 km langes und 8 km breites Ästuar, sehr seicht, mit Sandbänken und Marschen; der Hauptort an der Flussmündung ist Flint.